# Кефир
Кефи́р (произношениео файле) — разновидность кисломолочного напитка, получаемая из цельного или обезжиренного коровьего молока путём кисломолочного и спиртового брожения с применением кефирных «грибков», состоящих из молочнокислых стрептококков и палочек, уксуснокислых бактерий и дрожжей (всего около двух десятков). Напиток белого цвета, возможно небольшое содержание углекислоты.
Кефир являлся распространённым напитком в широкой продаже в странах бывшего Советского союза: России, Украине, Беларуси, Молдавии, Казахстане, Кыргызстане, Узбекистане, Прибалтике и Закавказье, а также производится и продаётся в Венгрии, Польше, Румынии, балканских странах и в значительно меньших масштабах в Германии, Швеции, Норвегии, Израиле, США, Японии и Австралии.
Родиной, откуда кефир распространился по России, а затем в Европу и другие страны, являются Карачаево-Черкесия и Кабардино-Балкария; в частности, Приэльбрусье считается прародиной кефирных грибков.

## Этимология названия
Слово «кефир» — тюркского происхождения. Его сравнивают с карач.-балк. gǝрǝ «кефир», отсюда происходит легенда о происхождении зёрен в кожаном сосуде — бурдюке, хотя бы потому, что слово гыпы, или гыфы следует объяснять как производные от гыбыт («бурдюк»). Именно под названием «бурдючного» был распространен кавказский кефир во второй половине XIX века и в начале XX века.
Связывают также с мегрельским словом kipuri «простокваша, приготовляемая в мехе» и татар. көфер в значении «испорченное» («прокисшее молоко»; из араб. кāфир «неверующий»).

## Происхождение и признание в диетологии
Родиной кефира считаются «окрестности Эльбруса по верховьям Кубани», а честь изобретения кефирной закваски принадлежит карачаевцам и балкарцам.
Один из первых исследователей кефира В. В. Подвысоцкий пришёл к выводу, что грибковая культура кефирных зёрен берёт своё начало от грибковой культуры кумысного фермента, которая распространилась с появлением в горах Кавказа степных племен, чьей основной отраслью животноводства было коневодство. Смена продукта закваски была обусловлена вынужденной сменой приоритетного направления животноводства. Тогда впервые альтернативно кобыльему молоку начали добавлять грибковый кумысный фермент в коровье молоко, на основе чего и появился известный кефир, а кумысный фермент адаптировался к новым реалиям и стал местной грибковой культурой кефирных зёрен.
Первое официальное сообщение о кефире и его пользе для здоровья сделал тифлисский врач Джогин на докладе в Кавказском медицинском обществе от 1867 года. Всероссийское общество врачей в своё время обратилось к известному молокозаводчику Бландову с просьбой наладить производство кефира в России. На предприятии Бландовых работала Ирина Тимофеевна Сахарова (тогда ещё Макарова), которая по их заданию посетила поместье богатого карачаевского узденя Бекмырзы Байчорова. В результате судебных разбирательств, возникших из-за похищения Ирины по поручению влюблённого в неё Бекмырзы, она взыскала секрет приготовления кефира, 10 фунтов его зёрен. Таким образом, Бландовы первыми наладили производство кефира в Москве.
По словам Алимурата Текеева (правнука Бекмырзы Байчорова и обладателя патента на изготовление айрана), письма Ирины Тимофеевны опровергают факт похищения: «Мой прадед, поняв, что именно станет самым ценным подарком для Ирины, безвозмездно преподнёс ей кефирные грибки». Потом Ирина Тимофеевна писала: «Мы с Бекмырзой оставили миру большое оздоровительно-миллионное наследство. Если Бекмырзы уже нет с нами — вечная ему память». На самом деле Бекмырза Байчоров продолжал заниматься животноводством и поставлял карачаевскую породу овец в Париж для известного ресторана «Максим», а также в рестораны Москвы.
Известным популяризатором кефира и кефиролечения в России был ялтинский врач и климатолог В. Н. Дмитриев. Его работа «Кефир, лечебный напиток из коровьего молока» выдержала 7 изданий.
Открытия 2024 года указали на существование двух путей распространения кефира: из Северного Кавказа в Европу и из Синьцзяна вглубь Восточной Азии.

## Польза для организма
Начиная с конца XIX века медицина исследует воздействие кисломолочных продуктов. Основу этого заложили учёные Стамен Григоров, впервые описавший ответственную за молочнокислую ферментацию болгарскую палочку, и лауреат Нобелевской премии Илья Мечников, оценивший первым в мире значение этого открытия тогда ещё студента Григорова. Мечников до конца жизни пропагандировал не только употребление кисломолочных продуктов, но и живой культуры микроорганизмов — пробиотиков.
Кефир, как и другие кисломолочные продукты, оказывает пробиотическое воздействие, то есть благоприятно влияет на микрофлору кишечника и обмен веществ в целом. Благодаря своему сложному составу, кефир может препятствовать развитию в кишечнике патогенной флоры. Его лечебные свойства основаны на бактерицидности молочнокислых микроорганизмов и результатов их жизнедеятельности по отношению к возбудителям некоторых желудочно-кишечных заболеваний и туберкулёза. Кроме того, кефир обладает иммуностимулирующим, успокаивающим и лёгким мочегонным действием.
Некоторые разновидности кефира превосходят йогурт по содержанию витаминов А, D, K, E. Несколько граммов спирта, получаемые через кефир в день, позволяют стать источником небольшого количества алкоголя для средиземноморской диеты.
Доказано, что для людей, страдающих непереносимостью лактозы, употребление кефира может способствовать нормальному усвоению этого углевода.

## Пищевая ценность

### Состав
Кефир отличается от других кисломолочных продуктов уникальным набором бактерий и грибков, входящих в его состав. Его разделяют на однодневный, двухдневный и трёхдневный. Классификация отражает определённые качества кефира: его кислотность, степень накопления углекислоты и спирта, а также степень набухания белков. Кефир содержит питательные вещества в различных количествах от незначительных до значительных, включая минералы, витамины, незаменимые аминокислоты и конъюгированную линолевую кислоту в количествах, аналогичных неферментированному коровьему, козьему или овечьему молоку. При рН 4,2 — 4,6 кефир состоит в основном из воды и побочных продуктов процесса ферментации, включая углекислый газ и этанол.
Содержание алкоголя этилового спирта в кефире — от 0,07 % (по устаревшей технологии с применением сычужных ферментов могли быть десятые доли процента) в однодневном и до 0,88 % (БМЭ) в трёхдневном, однако, если кефир долго стоял в открытом виде и перекис, уровень этанола может достигнуть и 2,5-3 %.
Как и в молоке, в кефире содержатся некоторые пищевые минералы, такие как кальций, железо, фосфор, магний, калий, натрий, медь, молибден, марганец и цинк в количествах, которые не были стандартизированы в авторитетной базе Министерства сельского хозяйства США. Также подобно молоку кефир содержит витамины в различных количествах, в том числе витамин А, витамин В1 (тиамин), витамин В2 (рибофлавин), витамин В3 (ниацин), витамин В6 (пиридоксин), витамин В9 (Вс) (фолиевая кислота), витамин В12 (метилкобаламин), витамин C, витамин D и витамин Е. Незаменимые аминокислоты, содержащиеся в кефире, включают метионин, цистеин, триптофан, фенилаланин, тирозин, лейцин, изолейцин, треонин, лизин и валин, как и для любого молочного продукта.
Продаваемый на территории РФ кефир должен, в соответствии с действующим ГОСТ 31454-2012, на 100 граммов содержать не менее 3,0 г белка, иметь кислотность в районе 85-130°T. Жирность (в процентах от массы) может изменяться в широких пределах от менее 0,5 % для обезжиренного до не менее 7,2-8,9 % для высокожирного; классический кефир имеет 2,5 % жира. В течение срока годности количество содержащихся живых микроорганизмов КОЕ (колониеобразующих единиц) в 1 г продукта должно быть не менее 107, дрожжей — не менее 104. Хранить готовый кефир рекомендуется при температуре +2…+4 °С не более нескольких суток (при неиспользовании консервантов).

### Микробиота
Пробиотические бактерии, обнаруженные в кефирных продуктах, включают: Lactobacillus acidophilus, Bifidobacterium bifidum, Streptococcus thermophilus, Lactobacillus delbrueckii subsp. bulgaricus, Lactobacillus helveticus, Lactobacillus kefiranofaciens, Lactococcus lactis и Leuconostoc. Лактобациллы в кефире могут существовать в концентрациях, варьирующихся примерно от 1 миллиона до 1 миллиарда колониеобразующих единиц на миллилитр, и являются бактериями, ответственными за синтез полисахарида кефирана.
В дополнение к бактериям кефир часто содержит штаммы дрожжей, которые могут усваивать лактозу, такие как Kluyveromyces marxianus, Kluyveromyces lactis и Saccharomyces fragilis, а также штаммы дрожжей, которые не усваивают лактозу, в том числе Saccharomyces cerevisiae, Torulaspora delbrueckii и Kazachstania unispora'. Пищевая ценность этих штаммов неизвестна.

## Биокефир
Биокефир — это кефир, в производстве которого используются  специальные заквасочные препараты прямого внесения, состоящие из термофильных и мезофильных молочнокислых стрептококков, ацидофильных палочек (Lactobacillus acidophilus), бифидобактерий (Bifidobacterium bifidum). И ацидофильные палочки, и бифидобактерии достаточно жизнестойки, чтобы не разрушаться под действием желудочного сока, а попадать в кишечник. В результате их жизнедеятельности в пищеварительной системе человека уменьшается активность патогенных (вредных) бактерий. Кроме того, бифидобактерии являются естественной составляющей микрофлоры кишечника. Соответствующие продукты называют «ацидофилин», «биокефир» и «бифидок».